# كرايغ كروفورد
كرايغ كروفورد (بالإنجليزية: Craig Crawford)‏ هو سياسي أسترالي، ولد في 17 يناير 1970 في أستراليا. حزبياً، نشط في Queensland Labor Party ‏. في 2015 Queensland state election ‏، انتخب عضو المجلس التشريعي ولاية كوينزلاند عن دائرة Electoral district of Barron River ‏ (31 يناير 2015 – ).